# Idiothele
Idiothele là một chi nhện trong họ Theraphosidae.

## Các loài
Chi này gồm các loài:
- Idiothele mira Gallon, 2010
- Idiothele nigrofulva (Pocock, 1898)